# جاك روبرتس (لاعب كرة قدم أمريكية)
جاك روبرتس (بالإنجليزية: Jack Roberts)‏ هو لاعب كرة قدم أمريكية أمريكي، ولد في 27 سبتمبر 1910 في Rydal, Georgia ‏ في الولايات المتحدة، وتوفي في 1981.

## وصلات خارجية
- جاك روبرتس على موقع قاعة جورجيا للمشاهير الرياضية (مؤرشف) (الإنجليزية)